# Chiltern (Automarke)
Chiltern war eine britische Automobilmarke, die 1919–1920 von Woodman & Fitch in London W1 gebaut wurde.
Der Chiltern war ein sportlicher Tourenwagen, der auffällig dem Vulcan 12 hp (1919–1924) ähnelte. Der fünfsitzige Wagen besaß einen Vierzylinder-Reihenmotor mit einem Hubraum von 1.795 cm³. Eine Verbindung zwischen beiden Firmen allerdings kann nicht nachgewiesen werden.

## Quelle
- David Culshaw & Peter Horrobin: The Complete Catalogue of British Cars 1895–1975. Veloce Publishing plc. Dorchester (1997). ISBN 1-874105-93-6